# Bario-zinco-alumofarmacosiderite
La bario-zinco-alumofarmacosiderite è un minerale non considerato valido dall'IMA. Il nome deriva dal contenuto di bario e zinco e dalle analogie con la farmacosiderite.